# Gard
Abreviatura científica del botánico Médéric Gard 
Gard (30) es un departamento francés situado en la parte sur del país. Forma parte de la región de Occitania. Sus habitantes se denominan, en francés, Gardois.

## Historia
El departamento de Gard fue creado durante la Revolución francesa, el 4 de marzo de 1790 —en aplicación de la ley de 22 de diciembre de 1789— a partir de una parte de la antigua provincia del Languedoc.

## Geografía
- Limita al norte con Lozère y Ardèche, al este con Vaucluse y Bocas del Ródano, al sur con el mar Mediterráneo (23 km), al suroeste con Hérault, y al oeste con Aveyron.
- Principales cursos de agua: Ródano, Gardon (o Gard), Vidourle, Cèze, Vis, Hérault, Ardèche
- Mayor altura: Mont Aigoual (1.567 m s. n. m.). La menor altura es la costa mediterránea.
- Carretera a mayor altura: D269 en el Mont Aigoual (1.540 m)
- Otras cumbres: Montagne du Lingas (1.445 y 1.410 m s. n. m.), Montagne d'Aulas (1.417 m s. n. m.), Saint-Guiral (1.366 m s. n. m. )
- Mayor lago: Étang du Roi

## Demografía
| 1801    | 1831    | 1841    | 1851    | 1856    | 1861    | 1866    |
| ------- | ------- | ------- | ------- | ------- | ------- | ------- |
| 300.144 | 357.283 | 376.062 | 408.163 | 419.697 | 422.107 | 429.747 |
| 1872    | 1876    | 1881    | 1886    | 1891    | 1896    | 1901    |
| 420.131 | 423.804 | 415.629 | 417.099 | 419.388 | 416.036 | 420.836 |
| 1906    | 1911    | 1921    | 1926    | 1931    | 1936    | 1946    |
| 421.166 | 413.458 | 396.169 | 402.601 | 406.815 | 395.299 | 380.837 |
| 1954    | 1962    | 1968    | 1975    | 1982    | 1990    | 1999    |
| 396.742 | 435.107 | 478.544 | 494.575 | 530.478 | 585.049 | 623.125 |

Las mayores ciudades del departamento son (datos del censo de 1999):
- Nimes 133.424 habitantes, 148.889 en la aglomeración.
- Alès: 39.346 habitantes, 76.159 en la aglomeración.
- Bagnols-sur-Cèze: 18.103 habitantes, 20.965 en la aglomeración.